# Шевченкове
Шевченкове (на украински: Шевченкове) е село в Южна Украйна, Подилски район на Одеска област. Основано е през 1895 година. Населението му е около 73 души.